# Hoplolabis armata
Hoplolabis armata är en tvåvingeart som först beskrevs av Osten Sacken 1860.  Hoplolabis armata ingår i släktet Hoplolabis och familjen småharkrankar. Inga underarter finns listade i Catalogue of Life.